# Agrimonia coreana
Agrimonia coreana är en rosväxtart som beskrevs av Takenoshin Nakai. Agrimonia coreana ingår i släktet småborrar, och familjen rosväxter. Inga underarter finns listade i Catalogue of Life.